# ألكسندر غان (طبيب)
ألكسندر غان من خلال ارتباطه المبكر بجوزيف ليستر، كان البارون الأول ليستر في المستوصف الملكي في أدنبره من أوائل الأطباء الذين يناصرون استخدام الجراحة المطهرة ( استخدام المعقمات في العملية )

## حياته
ولد في عام 1845 في ليبستر في كايثنيس، اسكتلندا، حيث احتفظ والديه روبرت وكريستينا جون بالفندق. ذهب جنوبًا إلى إدنبره في سن 14 عامًا. قضى مسيرته المبكرة هناك في تأهيل نفسه ككيميائي وصيدلي تحت إشراف د. الدكتور روبرتسون من شارع جورج في ادنبره.

## المهنة
بعد تدريبه المبكر ككيميائي تم تعيينه كبار الصيادلة والموزع للمستشفى الملكي في إدنبرة. أمضى عشر سنوات في هذا المنصب، وخلال ذلك الوقت حضر دروسًا في جامعة أدنبرة والكلية الملكية للجراحين بهدف الحصول على المؤهلات الطبية. في عام 1877، البالغ من العمر 33 عامًا، حصل على دبلوم ليسانس (درجة اقل من الدكتوراه تمنح في بعض الدول ) من الكلية الملكية للأطباء وحصل على دبلوم أس إيدين وبعد ذلك بتسع سنوات في عام 1886 تخرج مع دكتوراه في الطب من جامعة سانت أندروز.
ثم دخل الممارسة الخاصة وعمل كمسؤول طبي لجمعية المهندسين المندمجة.
```
شارك أولاً في أعمال واكتشافات جوزيف ليستر في تطوير النظام المطهر في الجراحة، بينما كانا يعملان في المستوصف الملكي في إدنبره. وبعد ذلك دافع عن المبادئ الجديدة للطب المطهر واستخدمها. تم الاعتراف بسمعته في هذا المجال لاحقًا في نعيه في المجلة الطبية البريطانية أو BMJ.
[
1
]
```

## حياته الخاصة
تزوج من جان باكي (1853-1913) واستقروا في نهاية المطاف في 44 جورج سكوير، إدنبره و هو على ما هو الآن موقع مكتبة جامعة باسيل سبنس 1967 إدنبره. كان لديهم ابنان وثلاث بنات (جورج، بيرتي، كريستينا، جان وميتا). وفقًا لدور التقييم لعام 1905، قام الدكتور غون ببناء محفظة ممتلكات كبيرة بما في ذلك مبنى سكني وعدد من المنازل، ولكن في وقت وفاته كانت العائلة بدون أي وسائل مساعدة. كان على إحدى البنات أن ترسل أجرها (راتبها) للهند حتى تتمكن من الزواج من صديق طفولتها أندرو جيديس.
توفي الدكتور غون بسبب السرطان ودفن في مقبرة غرانج.